# Mareuil en Périgord
Mareuil en Périgord é uma comuna francesa na região administrativa da Nova Aquitânia, no departamento da Dordonha. Estende-se por uma área de 150.48 km². Em 2010 a comuna tinha 2 363 habitantes (densidade: 15,7 hab./km²).
Foi criada em 1 de janeiro de 2017, a partir da fusão das antigas comunas de Mareuil (sede da comuna), Beaussac, Champeaux-et-la-Chapelle-Pommier, Les Graulges, Léguillac-de-Cercles, Monsec, Puyrenier, Saint-Sulpice-de-Mareuil e Vieux-Mareuil.